# Ruscus hypophyllum
Ruscus hypophyllum — вид квіткових рослин родини Холодкові (Asparagaceae).

## Опис
Стоячий кущ, 45–55 см заввишки. Стебла нерозгалужені, зелені. Квітки малі білі або блідо-блакитні, в кластерах по 3–10. Плоди м'ясисті, ягодоподібні, 8–10 мм в діаметрі, яскраво-червоні, з 2 насінням. Цвіте взимку і навесні.

## Поширення
Родом із Середземномор'я (Північна Африка і Піренейський півострів), але тепер культивується в багатьох країнах. Населяє тінисті, вологі ділянки.